# Стівен Бартлетт
Стівен Кліфф Бартлетт (англ. Steven Cliff Bartlett; нар. 26 серпня 1992 р.) — британський підприємець і подкастер. Він є засновником Thirdweb, Flight Story і Flight Fund. Він був співзасновником і співгенеральним директором Social Chain, але залишив посаду генерального директора в 2020 році. У 2021 році він почав з’являтися як інвестор у шоу BBC One Dragons' Den. Він також веде подкаст «Щоденник генерального директора», який у 2023 році, за версією Spotify Wrapped, увійшов до 10 найпопулярніших подкастів світу.

## Ранні роки і освіта
Стівен Кліфф Бартлетт народився 26 серпня 1992 року в Ботсвані, в сім'ї англійця і нігерійки. Його мати залишила школу в сім років і не вміла ні читати, ні писати; його батько інженер-будівельник. Він переїхав до Плімута, Англія, у віці двох років, де виріс, відвідуючи середню школу Plymstock School, з якої його виключили в шостому класі. Він пішов вчитися в Manchester Metropolitan University, але кинув навчання після однієї лекції.

## Кар'єра
У 2013 році Бартлетт заснував дошку онлайн-повідомлень Wallpark. У 2014 році Бартлетт разом із Домініком МакГрегором заснував Social Chain - маркетингову компанію в соціальних мережах у Манчестері, Англія, Велика Британія. У 2017 році він створив серію подкастів під назвою «Щоденник генерального директора», серед гостей якої були Ліам Пейн і Том Бломфілд. Станом на 2021 рік це був бізнес-подкаст з найбільшою кількістю завантажень у Європі, у якому брали участь британські підприємці Бен Френсіс, Лі Чемберс і Грейс Беверлі, а також інші громадські діячі, зокрема колишній міністр охорони здоров’я Мет Хенкок і канадський психолог Джордан Петерсон. У 2023 році, згідно з чартом подкастів, «Щоденник генерального директора» займає друге місце за тижневою аудиторією у Сполученому Королівстві.
У 2019 році Financial Times повідомила, що Стівен і Ваня Обергоф спільно керуватимуть компанією Social Chain AG, яка на момент злиття з Lumaland оцінювалася в 186 мільйонів євро. У 2019 році Social Chain і німецький онлайн-продавець Lumaland об’єдналися, щоб створити The Social Chain AG, вийшовши на Xetra та Дюссельдорфську фондову біржу. Лістинг оцінив бізнес у понад 200 мільйонів доларів. У листопаді 2021 року Social Chain AG перейшла на основний стандарт Франкфуртської фондової біржі, досягнувши оцінки в 600 мільйонів доларів. На вебсайті Бартлетта спочатку було зазначено, що він заснував компанію вартістю 600 мільйонів доларів. Однак The Times повідомила, що Бартлетт покинув бізнес під час другого лістингу. Бартлетт зазначив The Times, що він зберіг «значний» пакет акцій Social Chain AG на момент другого лістингу, і що він був на роботі за контрактом в компанії, працюючи «над низкою стратегічних питань» на момент оцінки компанії у 600 мільйонів доларів, включно з підвищенням лістингу до Prime Standard Франкфуртської фондової біржі, за що він отримав «додатковий пакет віртуальних акцій/опціонів».
У 2019 році він знявся в серіалі Channel 4 The Secret Teacher, працюючи під прикриттям у школі поблизу Ліверпуля як вчитель.
У грудні 2020 року він створив приватну інвестиційну компанію Catena Capital, а потім увійшов до ради директорів Huel, компанії замінників продуктів харчування вартістю 72 мільйонів фунтів стерлінгів, як невиконавчий директор. У 2021 році Бартлетт приєднався до інвестиційного шоу BBC One Dragons' Den.
У вересні 2023 року Бартлетт супроводжував принца Вільяма під час королівських візитів у Борнмут після того, як його оголосили захисником його фонду Homewards.
Кімаї працюватиме зі Стівеном і його командою, щоб посилити свою цифрову присутність в обмін на 3 відсотки акцій. Ця угода є найбільшою інвестицією ведучого подкасту The Diary Of A CEO з моменту його першого приєднання до програми у 2021 році.

## Проєкти

### Thirdweb
Thirdweb, стартап Web3, заснований Бартлеттом, залучив 5 мільйонів доларів початкових інвестицій і додатково 24 мільйони доларів у 2022 році, через дев’ять місяців після запуску. Раунд фінансування серії А оцінив стартап у 160 мільйонів доларів. Фінансування здійснювалося криптофондом Кеті Хоун вартістю 1,5 мільярда доларів США за участю інвесторів, зокрема Coinbase Ventures, Shopify і Polygon. Компанія прагне спростити процес створення децентралізованих додатків на блокчейні.

### Flight Fund
У січні 2023 року Бартлетт запустив Flight Fund - фонд у 100 мільйонів доларів для інвестицій у технології. Фонд стверджує, що підтримує різних засновників і швидкозростаючі стартапи в блокчейні, біотехнологіях, охороні здоров'я, комерції, технологіях і космосі. Фонд мав заявлену мету інвестувати приблизно в 20 компаній, пропонуючи невеликі пакети акцій за зниженою оцінкою в обмін на підтримку попередніх засновників, які є партнерами з обмеженою відповідальністю у фонді.

## Критика

### Порушення інструкцій щодо реклами
ВВС, яка зараз транслює «Лігво драконів», у 2022 році оголосила Бартлетту догану за порушення вказівок ВВС щодо реклами. У своїй заяві The Radio Times вони сказали: «У нас є чіткі вказівки щодо комерційної діяльності талантів під час роботи з нами. Стівену нагадали про вказівки». У своїй заяві Бартлетт звернувся до проблеми, додавши: «Це був справжній недогляд з мого боку. Пости тепер видалено». 
Управління стандартів реклами вжило заходів проти Бартлетта в серпні 2022 року, за порушення правил 2.1, 2.3 і 2.4 Кодексу CAP (випуск 12), у яких він приховано рекламував фірму замінників їжі Huel. ASA постановила, що реклама не повинна з’являтися знову в її поточному вигляді, і згодом порадила Бартлетту та Х’юелу «переконатись, що вони в майбутньому чітко пояснюють комерційні наміри рекламного вмісту в подкастах, наприклад, включивши чіткий і помітний ідентифікатор, такий як "реклама," та переконатися, що перерва від редакційного вмісту до реклами була чітко та чутно визначена".

## Книги
У 2021 році Бартлетт випустив свою першу книгу «Щасливий сексуальний мільйонер», яка стала бестселером Sunday Times. У 2023 році Бартлетт випустив свою другу книгу «Щоденник генерального директора: 33 закони бізнесу та життя», де він згадує теми однойменного подкасту та зводить їх до опублікованої друкованої версії. «Щоденник генерального директора: 33 закони бізнесу та життя» увійшов до шорт-листа «Книги року» The British Book Awards після того, як став книжкою про особистий розвиток, яка найшвидше продавалася з початку обліку.

## Визнання
У 2018 році Econsultancy назвав його «Найвпливовішою фігурою в галузі». У 2020 році його включили до Зали слави Манчестера. У тому ж році він увійшов до списку Forbes 30 Under 30. Бартлетт регулярно бере участь у публічних виступах.